# Distretto di Koroba-Lake Kopiago
Il distretto di Koroba-Lake Kopiago, in inglese Koroba-Lake Kopiago District, è un distretto della Papua Nuova Guinea appartenente alla provincia di Hela. Ha una superficie di 5.272 km² e 53.000 abitanti (stima nel 2000)